# 3 Feet Smaller
3 Feet Smaller ist eine österreichische Pop-Punk-/Rockband aus Wien.

## Geschichte
3 Feet Smaller wurden im Jahr 2000 gegründet. In der damaligen Besetzung spielte die Band schon im Jahr 2001 bei einem der bekanntesten österreichischen Festivals, dem Two-Days-a-Week-Festival im burgenländischen Wiesen. Dort wurden sie als bester Austro-Act des Festivals ausgezeichnet. Zwei Monate darauf spielten sie als einziger österreichischer Act bei der A2A-Musikmesse in Amsterdam.
Die erste Single des ersten Albums war über mehrere Wochen in den FM4-Top-Ten positioniert. Schon die zweite Single war über die österreichischen Grenzen hinweg bekannt und über mehrere Wochen auf Platz 1 der Hitliste des Ostschweizer Radiosenders „toxic.fm“.
Im Jahr 2004 kam das bislang erfolgreichste Album der Band, 3rd Strike, auf den Markt. Auf diesem war unter anderem die Single-Auskopplung „Let it out“, bis heute der bekannteste Song der Band, enthalten. Im selben Jahr verließ auch Schorsch Zwiebelmayer die Band. Ersetzt wurde der ehemalige Bassist von Phillip Hörmann von der Wiener Band Dump.
Am 23. April 2005 feierte die Band im Wiener WUK ihr 5-jähriges Bestehen. Vor dem Konzert gab „Der Dipmaster“, seines Zeichen zweiter Gitarrist der Band, bekannt, ab diesem Tag nicht mehr Teil von 3 Feet Smaller zu sein. Seinen Part übernahm daraufhin Hörmann, der Bass wurde von El Howdy, damals Bassist bei der PunkRock Band No More Encore, übernommen.
Außerdem wurden 2005 das Album 3rd Strike in Japan und Frankreich veröffentlicht und 3 Feet Smaller für den FM4 Alternative Amadeus Award nominiert.
2006 erschien der Film In 3 Tagen bist du tot. 3 Feet Smaller steuerten hierbei mehrere Songs zum offiziellen Soundtrack bei.
Im Jahr 2007 verließ Philipp Hörmann die Band. Seine Position wurde nicht mehr nachbesetzt, sodass 3 Feet Smaller nach seinem Ausstieg als Trio auftrat.
Nachdem die Fans schon vier Jahre auf ein neues Album der Band warteten, erschien dieses am 2. Januar 2009. Die Vorab-Single „Lie, Baby, Lie“ wurde schon im April 2008 veröffentlicht. Um das Album zu promoten, wurde mit der befreundeten Wiener Band Julia, die ihr neues Album am 10. Oktober 2008 mit dem Titel „The Scars We Hide“ veröffentlichten, ein „Wettkampf“ ins Leben gerufen. Dieser hieß „Last Band Standing“. Die User konnten Online für das bessere Musikvideo zu den Singles abstimmen. 3 Feet Smaller setzten sich hierbei mit „Lie, Baby, Lie“ gegen Julias „A Hell of Speech“ mit 58 %–42 % durch. Dem Battle folgte im Oktober/November 2008 eine gemeinsame Tour der beiden Bands.
Am 29. August 2008 wurde im Rahmen des Auftritts beim Two-Days-a-Week-Festival in Wiesen die Trennung von Bassist El Howdy bekannt gegeben, dafür kehrte Phillip Hörmann als Gitarrist wieder in die Band zurück. Kurz darauf unterzeichneten 3 Feet Smaller auch ihren ersten großen Plattenvertrag mit dem Major-Label Sony Music. Am Donauinselfest 2010 spielte die Band zum ersten Mal seit zwei Jahren wieder zu viert. Markus Jürgensen, bisher bei No More Encore, stieg unter dem Pseudonym „The Reverend“ als Bassist in die Band ein.
Das fünfte Studioalbum der Band mit dem Namen 3FS erschien am 24. Juni 2011.
Bei der Amadeus-Verleihung 2012 wurde die Band als bester Alternative-Act ausgezeichnet. Kurz zuvor hatten 3 Feet Smaller eine Ruhepause angekündigt, hielten aber noch einige Konzerte. Sie traten unter anderem beim Frequency Festival 2013 auf und spielten im Frühjahr 2014 auf der „Reason Unknown Tour“ nach längerer Zeit wieder in einigen Clubs.
Zu dieser Zeit gründeten die drei Bandmitglieder Philipp Hörmann, Frank Schachinger und Markus Jürgensen die deutschsprachige Rockband LIAN. Sie war als Nebenprojekt, nicht als Ende von 3 Feet Smaller geplant. Im Juni 2014 erschien eine erste EP von LIAN (FYI) und 2016 ein selbstbetiteltes Debütalbum. Marcus Smaller, Frontmann von 3 Feet Smaller, veröffentlichte 2014 und 2016 zwei Soloalben unter seinem Namen, nachdem er bereits 2006 unter dem Projektnamen Alone & Acoustic ein Album herausgebracht hatte.

## Live-Präsenz
3 Feet Smaller spielen jährlich um die 70 Konzerte in Österreich, Deutschland und der Schweiz. Außerdem spielten sie schon in Italien, Holland, Ungarn, Slowenien und Frankreich. Sie spielten schon bei allen großen österreichischen Festivals – darunter schon mehrmals am FM4 Frequency Festival, dem Two Days a Week, dem Forestglade und am Novarock-Festival, wo sie im Jahr 2005 als Vorgruppe von Green Day spielten. Außerdem traten sie schon mehrmals am Donauinselfest in Wien auf.
Auch spielten sie schon im Vorprogramm weiter internationalen Größen wie The Offspring, Flogging Molly, No Fun at All, Sportfreunde Stiller, Propagandhi, Wir sind Helden, Donots, Bloodhound Gang, NOFX und Die Ärzte.

## Diskografie
Studio-Alben
- 2001: Damn, We Need a Title for This Record
- 2002: Insert Album Title Here …
- 2004: 3rd Strike
- 2009: December 32nd
- 2011: 3 Feet Smaller

EPs, Kompilationen, Sonstiges
- 2000: A Very Special Christmas Day (Weihnachts CD)
- 2001: What About You, Me and a Horse (Online-Album)
- 2002: One Night Stand EP

Videoalben
- 2005: Five Years of Bowling Punk (Live-DVD)